# Социјалдемократска странка Мађарске
Социјалдемократска странка Мађарске (мађ. Magyarorszagi Szociáldemokrata Párt) је политичка партија која делује у Мађарској. Своје наслеђе вуче од социјалдемократске партије која је основана још 1890. године.

## Имена
Аустроугарска:
- 1868-1890: Опште удружење радника
- 1890-1918: Социјалдемократска странка Мађарске

Мађарска:
- 1918-1939: Социјалдемократска странка Мађарске
- 1939-1948: Социјалдемократска странка (1948. ујединила се с Мађарском радничком народном партијом)
- октобар — новембар 1956: Социјалдемократска странка
- 1989-данас: Социјалдемократска странка Мађарске

## Деловање
Иако основана још 1890. године, Социјалдемократска партија Мађарске постала је популарна тек након осамостаљења Мађарске 1918. године.
Почетак парламентаризма у независној Мађарској показао се настабилан, те је након пада Мађарске Совјетске Републике 1919, велик део социјалдемократа страдао у „белом терору“. Левичари су бојкотовали изборе 1920. године, због чега су се у парламенту нашле само десничарске странке. Мађарске социјалдемократске уговориле су споразум с Миклошем Хортијем 1921, али је влада и даље сузбијала њихову и делатност синдиката.
Иако је партија наставила да постоји и током Хортијеве фашистичке владе, Немци су по окупацији Мађарске 1944. укинули њено легално деловање. Већину вођства су убили, а остатак је прешао у илегалност.
Партија је наставила да делује након немачке окупације и на првим послератним изборима новембра 1945. освојила друго место по броју гласова. Након искључења припадника десне фракције, СДПМ и Комунистичка партија Мађарске су се 1948. ујединиле у Мађарску радничку народну партију.
Делатност независне СДПМ накратко је била обновљена током мађарске револуције 1956. године. Након гушења револуције, већина њеног вођства побегла је у иностранство.
СДПМ је поновно обновљена 1989. године и првобитно деловала у коалицији с Мађарском социјалистичком партијом (МСП), али су услед идеолошких неслагања партије раскинуле сарадњу. Ова превирања срушила су популарност партије, због чега није успела да добије посланике у мађарском парламенту. СДПМ повремено улази у коалицију с МСП посебно на локалном нивоу.